# Bobritzsch (Fluss)
Die Bobritzsch ist ein ungefähr 38 km langer rechter Nebenfluss der Freiberger Mulde.

## Verlauf
Sie entspringt im Osterzgebirge 5 km südöstlich von Frauenstein und oberhalb von Reichenau am Rand des Kreuzwaldes und nur 600 m entfernt von der Weicheltmühle an der Gimmlitz.
Ihren weiteren Verlauf nimmt sie durch Reichenau, Kleinbobritzsch, Hartmannsdorf, Friedersdorf, Ober- und Niederbobritzsch, Naundorf, Falkenberg, Krummenhennersdorf, Reinsberg und Bieberstein.
Ein bekannter Wanderweg entlang der Bobritzsch zwischen Krummenhennersdorf und Reinsberg wird Grabentour genannt. Oberhalb des Flusses liegen auf Felsen rechts Schloss Reinsberg und links Schloss Bieberstein.
Zwischen Reinsberg und Siebenlehn, 1 km nördlich von Schloss Bieberstein, mündet der Fluss in die Freiberger Mulde.

## Herkunft und Bedeutung des Namens
Der Name kommt vom altsorbischen Bobrica, zu bobr (Biber) und bezeichnet damit ein Gewässer, in dem Biber lebten.

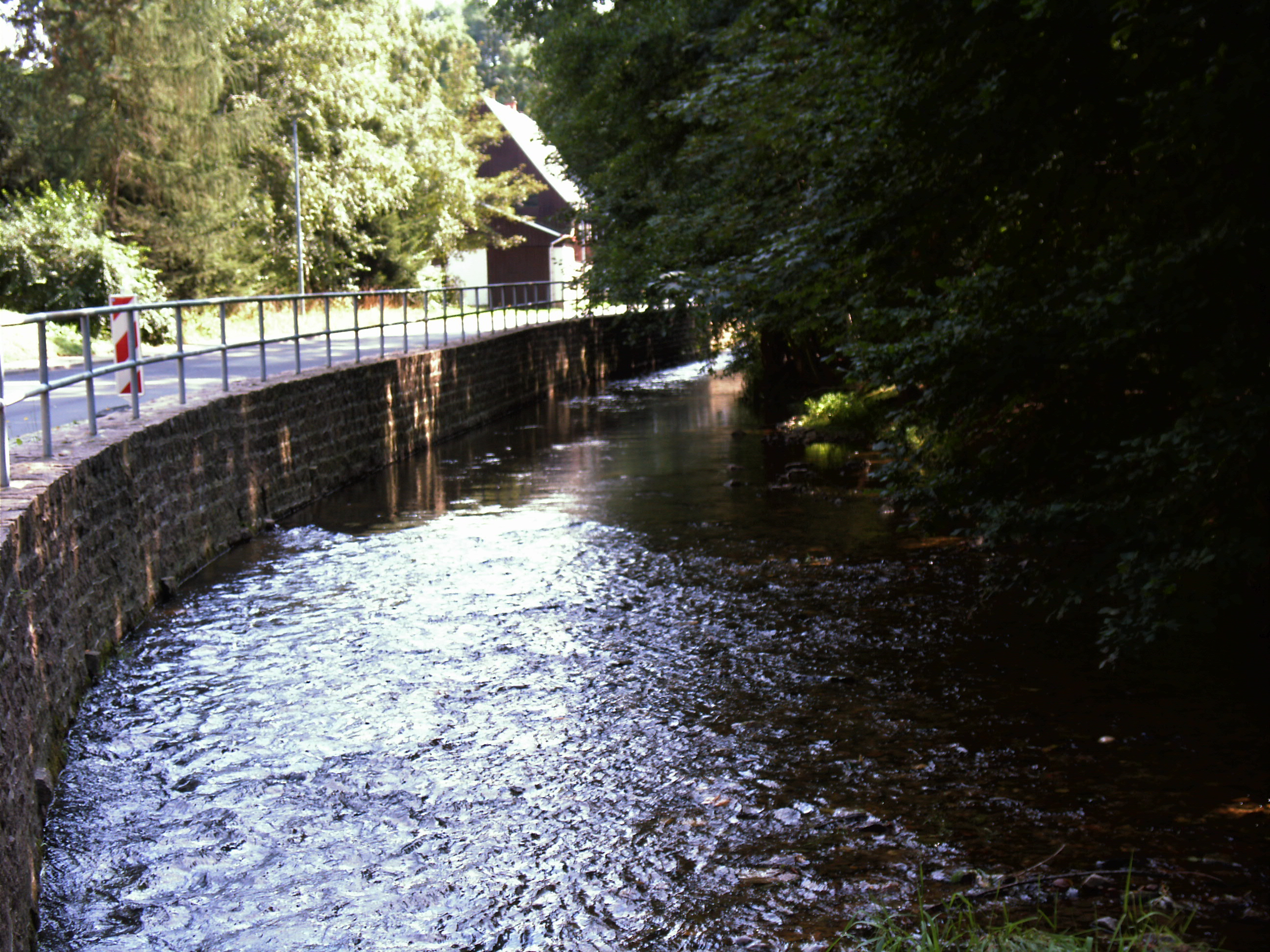
Zwischen Ober- und Niederbobritzsch
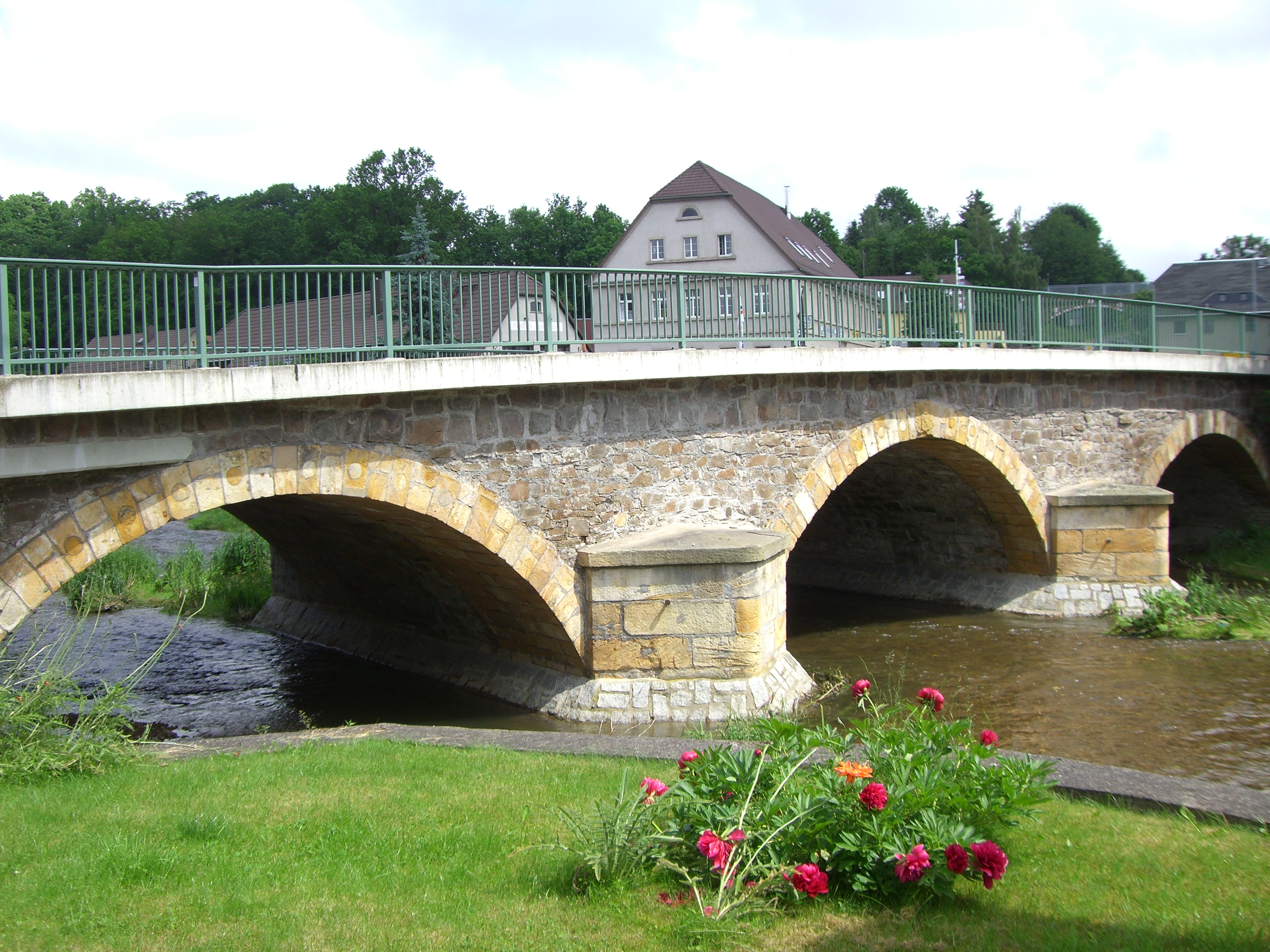
Brücke der B 173 in Naundorf
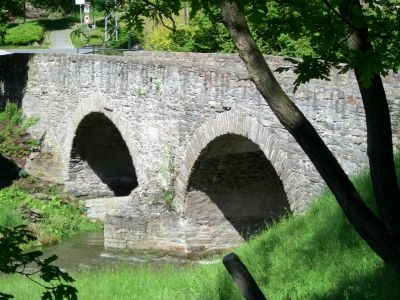
Bogenbrücke in Falkenberg, 1567 erbaut
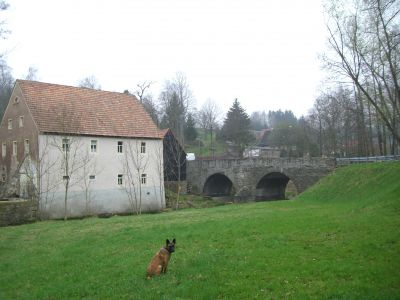
Einstige Erblehnmühle an der Bogenbrücke
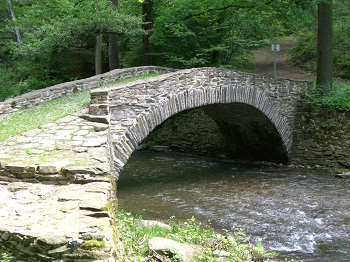
Schafbrücke bei Oberschaar
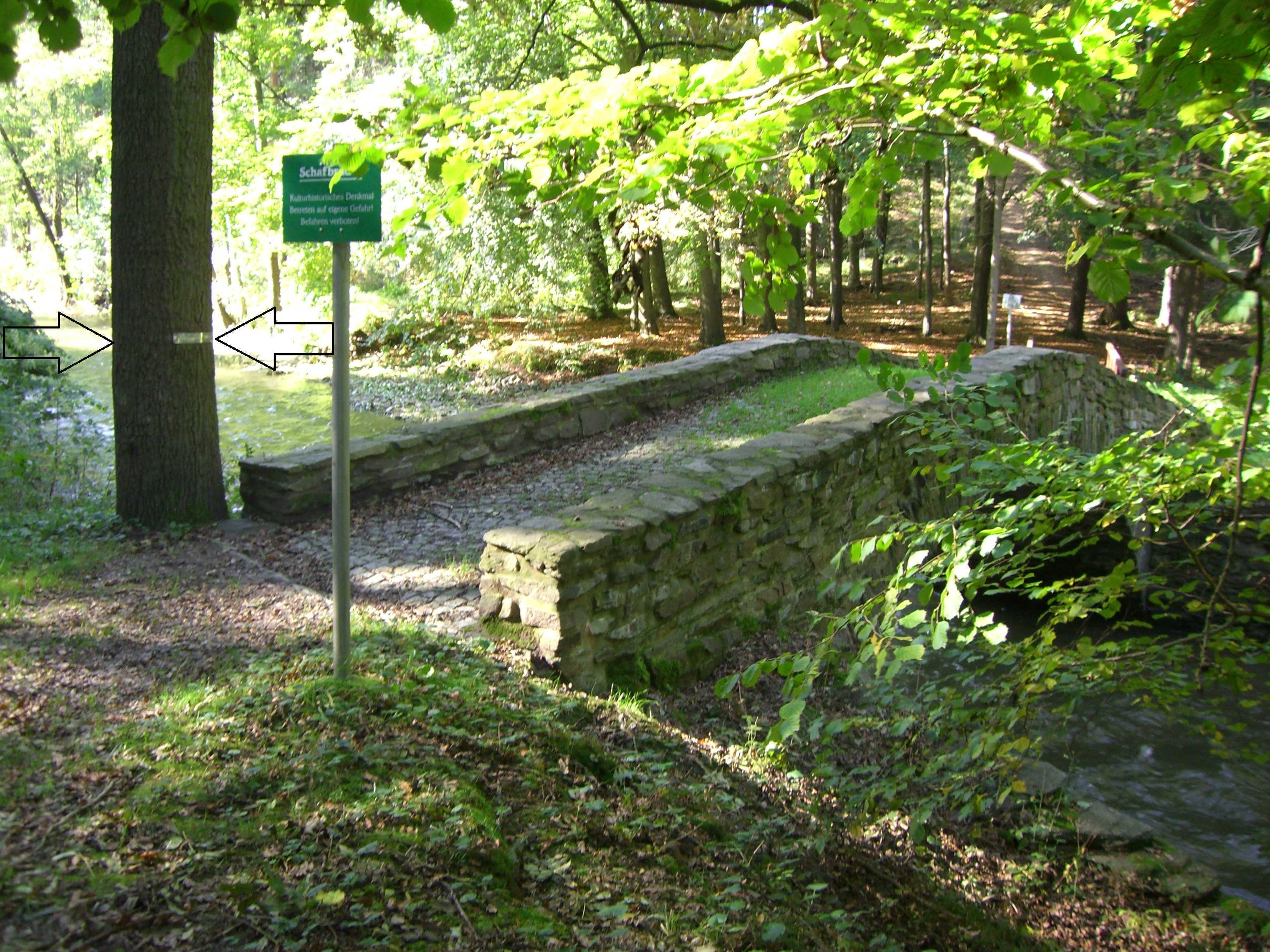
Hochwasserstand August 2002 an der Schafbrücke
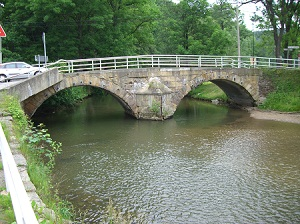
Brücke von 1806 in Krummenhennersdorf
Schloss Reinsberg um 1870